# Lilou Lluís Valette
Lilou Lluís Valette (28 luglio 2006) è una nuotatrice artistica spagnola.

## Palmarès
- Giochi olimpici

Parigi 2024: bronzo nella gara a squadre
- Mondiali

Doha 2024: argento nella gara a squadre (programma tecnico)
Singapore 2025: oro nel duo libero, bronzo nella gara a squadre (programma tecnico) e nel libero combinato
- Europei

Belgrado 2024: oro nella gara a squadre (programma tecnico)
Funchal 2025: oro nella gara a squadre (programma tecnico), argento nel duo tecnico e nel duo libero, bronzo nella gara a squadre (programma acrobatico)

### Coppa del Mondo
- 15 podi:
  - 5 vittorie (4 nella gara a squadre e 1 nel duo)
  - 6 secondi posti (3 nella gara a squadre, 2 nel duo e 1 nella gara individuale)
  - 3 terzi posti (2 nel duo e 1 nella gara a squadre)

#### Coppa del mondo - vittorie
| Data             | Luogo    | Paese   | Disciplina   |
| ---------------- | -------- | ------- | ------------ |
| 28 febbraio 2025 | Parigi   | Francia | Duo tecnico  |
| 1 marzo 2025     | Parigi   | Francia | Team tecnico |
| 12 aprile 2025   | Soma Bay | Egitto  | Team tecnico |
| 1 maggio 2025    | Markham  | Canada  | Team tecnico |
| 3 maggio 2025    | Markham  | Canada  | Duo libero   |